# Ada Wright
Ada Wright (c. 1862 - 1939) fue una sufragista inglesa, cuya foto en la portada del Daily Mirror el 19 de noviembre se convirtió en una imagen icónica del movimiento del sufragio femenino.

## Biografía
Ada Cecile Granville Wright nació en Granville, Francia, alrededor de 1862.
Asistió a la Slade School of Fine Art en la University College de Londres, donde siguió las clases de física de Margaret Whelpdale (hermanastra de Octavia Hill) y las clases de inglés de Edward Aveling.
Durante un corto tiempo enseñó en Bonn, y luego de vuelta en Inglaterra, quiso hacer trabajo social, pero su padre se lo impidió. Ella notó la desigualdad de las mujeres y «deseaba haber nacido un niño». Después de viajar mucho con su familia, pudo seguir su deseo anterior en 1885, cuando se estableció en Sidmouth. Trabajó en una casa de acogida con una sobrina de Elizabeth Barrett Browning, y se unió a la sociedad local de sufragio femenino.
Después de dejar Sidmouth, Wright trabajó en la Misión del Oeste de Londres con la honorable Maude Stanley, dirigiendo un club para chicas trabajadoras en Greek Street, Soho (Londres). Más tarde fue enfermera en prácticas en el Hospital de Londres.

## Papel en el movimiento de sufragio

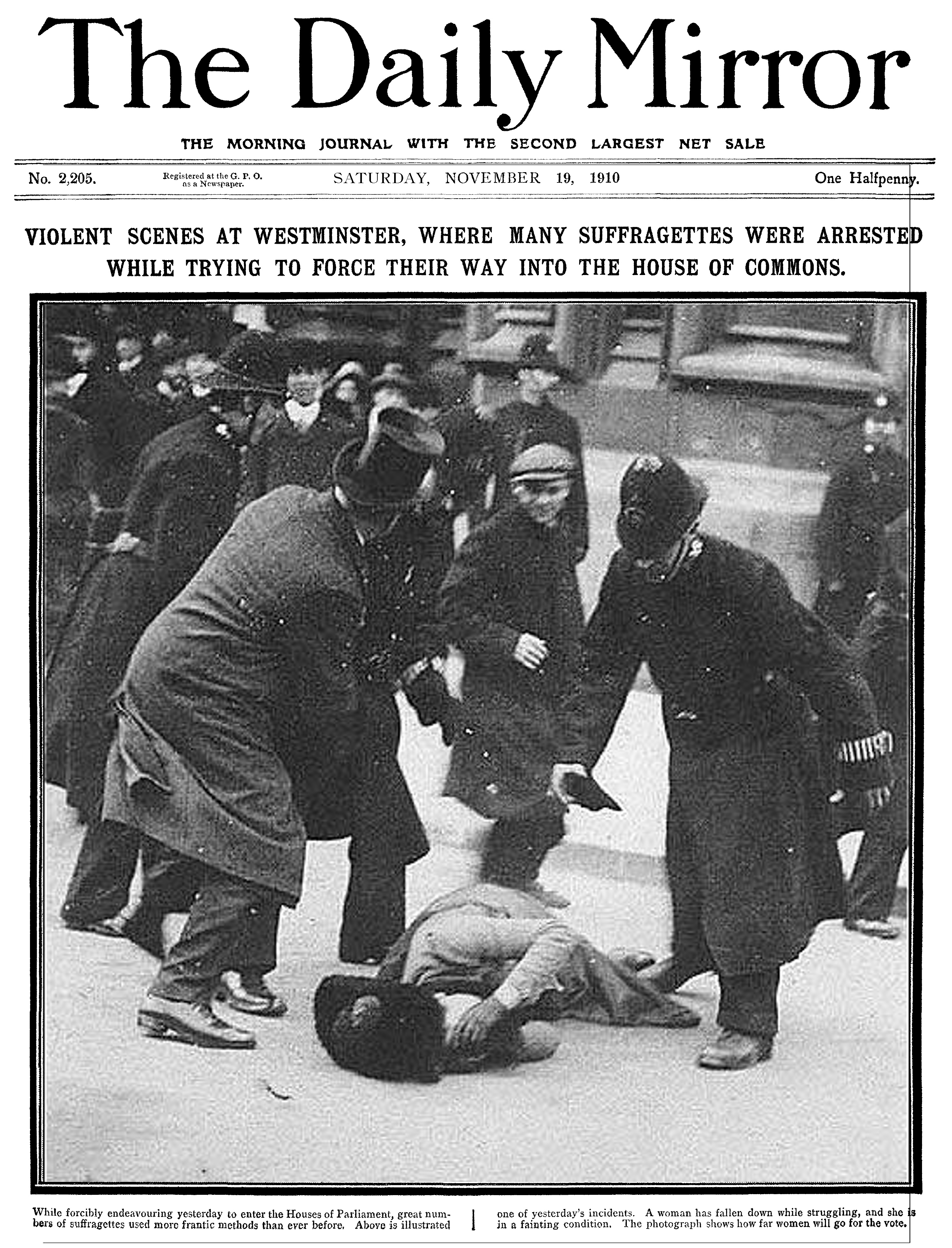
Portada del The Daily Mirror, 19 de noviembre de 1910.

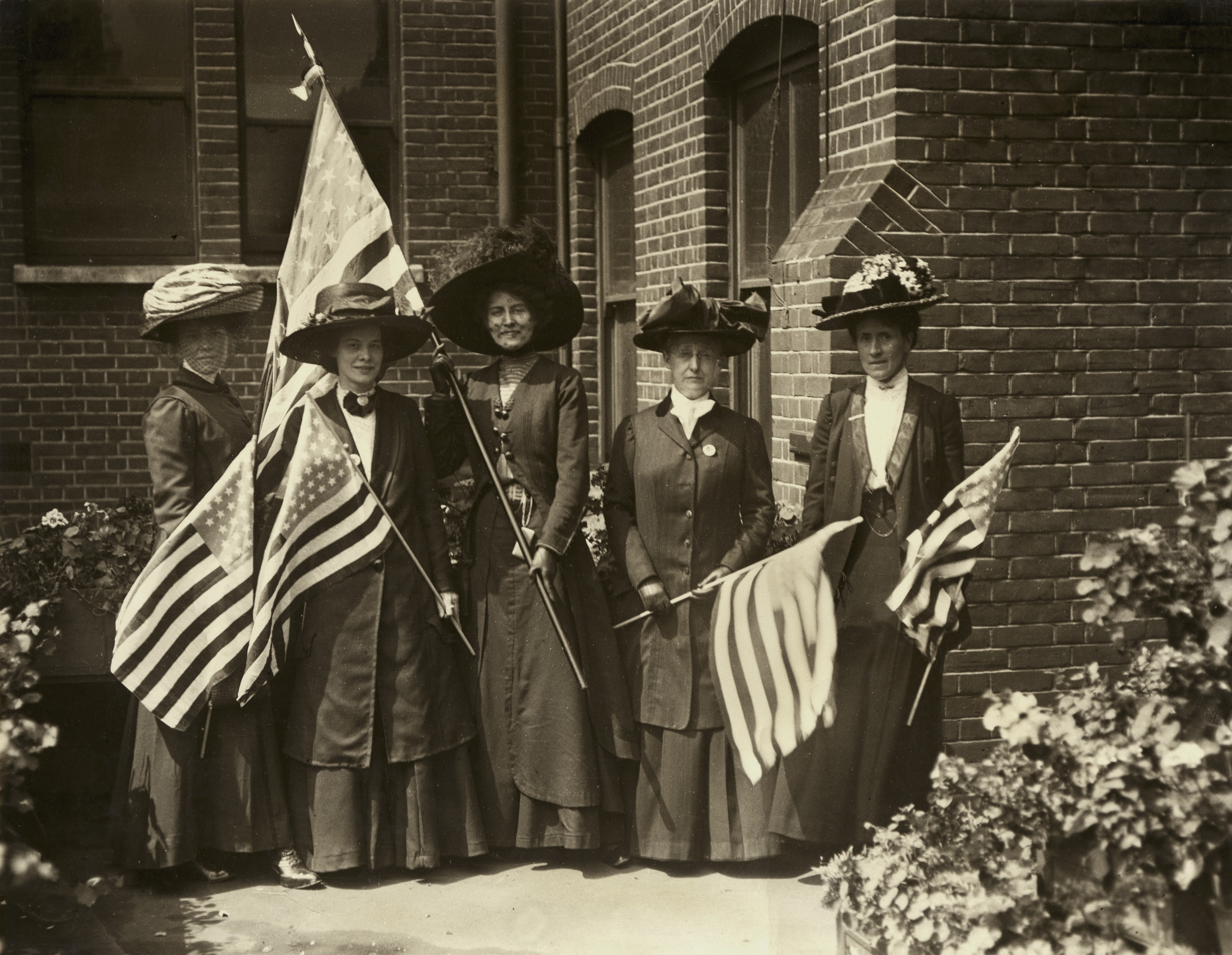
Ada Wright en el lado derecho.

Después de regresar a su casa en Sidmouth para cuidar de su padre anciano, se mudó a Bournemouth y se unió a la rama local de la Unión Nacional de Sociedades de Sufragio Femenino.
En marzo de 1907 estuvo en el Parlamento de Mujeres en Caxton Hall y fue encarcelada durante dos semanas. Antes de eso se había sentido impresionada por Annie Kenney y Christabel Pankhurst y abandonó la NUWSS por «ser ineficaz para hacer de la cuestión de la justicia para las mujeres una fuerza viva» y envió sus propios ahorros (12 libras esterlinas) a Emmeline Pankhurst. Mientras estaba en prisión, decidió dedicarse a participar en una serie de actividades para la
Unión Social y Política de las Mujeres (WSPU).
En octubre de 1908 estuvo involucrada en el intento de «apurar» la Cámara de los Comunes y fue encarcelada por un mes. En junio de 1909 fue diputada de la Cámara de los Comunes siendo arrestada por arrojar dos piedras a través de la ventana de una oficina del gobierno en Whitehall y fue encarcelada por otro mes. Rechazando ser tratada como un criminal, hizo una huelga de hambre de seis días y fue liberada.
El 18 de noviembre de 1910, durante el "Viernes Negro", a la edad de cincuenta años, Wright participó en la manifestación por el Sufragio Femenino en la Parliament Square, y mientras corría hacia la Strangers' Entrance de la Cámara de los Comunes, fue golpeada por un policía y cayó al suelo. Se dice que Wright es la mujer de la famosa foto que apareció en la portada del Daily Mirror el 19 de noviembre y que se convirtió en una imagen icónica del movimiento por el sufragio, el reportero dijo que ella había estado en siete manifestaciones y «nunca había conocido a la policía tan violenta» y que la había «empujado tan bruscamente como lo habría hecho con cualquier hombre» pero diciendo que no le «daría la satisfacción de arrestarla».

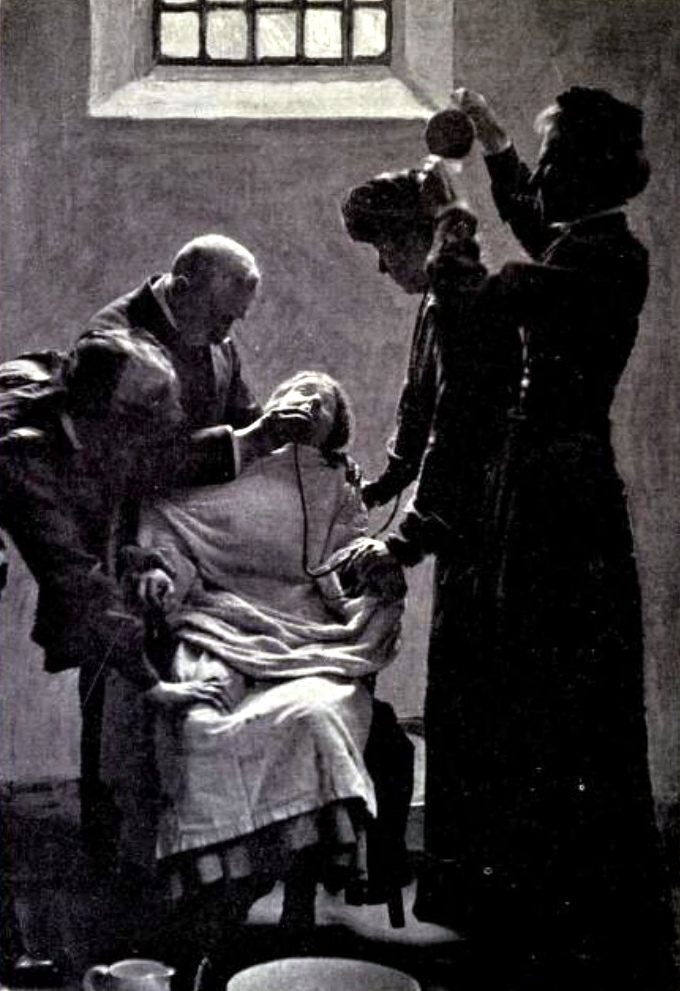
Alimentación forzada (sufragistas).

En noviembre de 1911 fue arrestada por romper la ventana del Ministro del Gabinete 'Loulou" Harcourt durante la protesta contra el Proyecto de Conciliación y fue encarcelada por 14 días, ella comentó que la noche anterior a tal activismo «el suspenso siempre me prueba terriblemente». En marzo de 1912, junto con Charlotte Marsh, participó en la campaña de romper ventanas en el Strand y fue sentenciada a seis meses de prisión en la prisión de Aylesbury, debido a las condenas anteriores.
En la prisión se puso en huelga de hambre «temblando de pies a cabeza y débil y mareada» y fue alimentada a la fuerza con un tubo de alimentación «metido en la garganta por dedos torpes y poco hábiles» pensando que se asfixiaría y la dejaron parcialmente consciente en el suelo la primera vez, una tortura que se repitió dos veces al día durante 10 días. Wright recordaba que los guardianes estaban angustiados por ayudar al médico en esta «espantosa tarea». Tras suspender la huelga de hambre cuando las sufragistas iban a ser tratadas como prisioneras políticas, dejó de comer de nuevo en protesta por la duración de la sentencia. Maud Arncliffe Sennett escribió durante la alimentación forzada de Wright, que era una desgracia nacional. Debido al efecto sobre su salud, Wright fue liberada después de cumplir cuatro de los seis meses de sentencia y fue a recuperarse en Suiza con Charlotte Marsh. En 1914 ayudó a Emmeline Pankhurst a escapar del castillo de Mouse, y fue arrestada y encarcelada durante 14 días. En mayo de 1914 fue con Pankhurst al palacio de Buckingham, fue arrestada con otras 61 personas «después de muchos bofetones y maltratos bruscos», pasó una noche en prisión y fue sentenciada a un mes o a una multa, que fue pagada sin su consentimiento por su hermana, temiendo por su salud.
Wright había recibido una Hunger Strike Medal 'por el valor' de la WSPU.
En 1914, junto con Alice Green, Emmeline Pethick-Lawrence, Lady Constance Bulwer-Lytton, Rose Lamartine Yates, recaudó el dinero necesario para pagar el billete de Kitty Marion para emigrar a los Estados Unidos, para evitar que el sentimiento antialemán se elevara en el Reino Unido. Wright se ofreció como voluntaria en la guerra para la Oficina de Correos, cuidando caballos, trabajando en comedores y conduciendo ambulancias.
Ada Wright fue portadora del féretro en el funeral de Emmeline Pankhurst, trabajó en trabajo social en los años 1920 y estuvo involucrada en la Asociación de Sufragistas.

## Fallecimiento y legado
En el año anterior a la Segunda Guerra Mundial, sirvió como Guardián de la Patrulla de Ataques Aéreos. Murió en Finchley en 1939, y fue descrita como «una de esas mujeres tranquilas cuyos modales suaves y tranquilos esconden una naturaleza valiente e indomable de profundidades inesperadas».
En su testamento Wright dejó una foto a su amiga, la actriz Adeline Bourne (1873-1965), 100 libras (6.246 libras en 2019) a Evie Hamill (hermana de Cicely Hamilton), 150 libras (9.368 libras en 2019) a Nina Boyle, 200 libras esterlinas (12.491 libras esterlinas en 2019) a Flora Drummond para continuar con la campaña de bienestar de los animales, 500 libras esterlinas (31.228 libras esterlinas en 2019) a Rosamund Massy, 1.600 libras esterlinas a Christabel Pankhurst (99.930 libras esterlinas en 2019).